# FK Ienisseï Krasnoïarsk
Cet article traite de l'équipe masculine. Pour l'équipe féminine, voir FK Ienisseï Krasnoïarsk (féminines).
Maillots
Actualités
Le Futbolny klub Ienisseï, plus couramment appelé Ienisseï Krasnoïarsk (russe : «Енисей» Красноярск), est un club de football russe basé à Krasnoïarsk.
Fondé en 1937 sous le nom Lokomotiv, il passe l'intégralité de sa période soviétique dans les divisions inférieures, prenant par ailleurs le nom Avtomobilist entre 1970 et 1990 avant de devenir le Metallourg en 1991. Après la chute de l'Union soviétique cette même année, le club est intégré au sein de la nouvelle deuxième division russe, dont il est relégué en 1993. Il fait par la suite régulièrement l'ascenseur entre les troisième et deuxième échelons. Promu pour la dernière fois au deuxième niveau en 2011, année qui le voit également devenir le Ienisseï, il devient notamment un candidat à la montée en première division à partir de la saison 2016-2017. Échouant en barrage de promotion cette année-là après avoir fini troisième, le Ienisseï termine à la même position lors de l'exercice suivant et l'emporte cette fois pour découvrir l'élite du football russe à l'occasion de la saison 2018-2019, où il échoue cependant à se maintenir.
Les couleurs principales du club sont le rouge et le bleu. Il évolue au stade central de Krasnoïarsk, d'une capacité de 15 000 places, depuis sa construction en 1967.

## Histoire

### Période soviétique (1937-1991)
Fondé en 1937 sous le nom Lokomotiv, le club intègre cette année-là la quatrième division soviétique, évoluant dans le groupe extrême-oriental. Il termine cependant huitième et dernier et est relégué en fin de saison. Jouant par la suite à l'échelle régional, l'équipe participe notamment à la Coupe d'Union soviétique entre 1939 et 1941. De 1948 à 1956, le Lokomotiv participe au championnat de la RSFS de Russie. Terminant champion en 1953, cette victoire aurait dû voir le club monter en deuxième division soviétique mais les autorités refusent cette promotion en raison du manque de moyens financiers.
L'équipe réintègre le championnat soviétique en 1957, année qui voit la recréation d'un groupe de deuxième division pour les équipes de l'Extrême-Orient. Elle termine sixième sur douze participants pour sa première année. La saison suivante la voit atteindre les quarts de finale de la Coupe d'Union soviétique, éliminant notamment le Zénith Léningrad avant de chuter face au Spartak Moscou. Replacé par la suite en troisième division à partir de 1963 après une réorganisation du championnat soviétique, le club y connaît sa meilleure performance en 1966, année qui le voit finir premier de la zone 6 de la RSFSR et prendre part à la phase finale pour la promotion. Il termine cependant deuxième de son groupe derrière le Metallourg Toula et échoue à la montée en deuxième division.
Finalement promu administrativement l'année suivante, le Lokomotiv se renomme dans la foulée le Rassvet et intègre un des groupes du deuxième échelon. Après deux années à ce niveau, il est une nouvelle fois relégué administrativement et retombe ainsi en troisième division en 1970. Se renommant à partir de là Avtomobilist, le club se maintient par la suite perpétuellement au sein du troisième échelon, terminant notamment troisième de son groupe en 1983, à cinq points du premier l'Irtych Omsk.

### Débuts dans les échelons inférieurs russes (1992-2010)
À l'issue de la saison 1990, l'Association des transports motorisés de la ville de Krasnoïarsk retire son financement du club, poussant les dirigeants à trouver de nouveaux sponsors tandis que l'équipe est renommée Metallourg dans la foulée. Intégrant en 1992 la nouvelle deuxième division russe après la disparition de l'Union soviétique à la fin de l'année 1991, le club passe deux saisons dans le groupe Est avant de tomber en troisième division.
Après une quatrième place en 1994, le Metallourg termine premier du groupe Est l'année suivante, comptant trois points d'avance sur son dauphin le Dinamo Barnaoul, et retrouve ainsi le deuxième échelon en 1996. Connaissant des difficultés de financement, il finit cependant avant-dernier à l'issue de la saison, avec trente-cinq points en quarante-deux matchs, et retrouve le troisième niveau. Les ennuis du club se poursuivent l'année suivante et il ne peut faire mieux qu'une douzième place. La situation change cependant avec l'arrivée d'Anatoli Bykov, homme d'affaires local et président de l'usine d'aluminium Rusal locale, qui investit dans l'équipe et lui permet de remporter le groupe Est en 1998 et de revenir en deuxième division.
Parvenant à se maintenir l'année suivante avec une quatorzième place, le Metallourg parvient par la suite à atteindre la neuvième place lors de la saison 2001. Il connaît cependant fortes difficultés financières l'année suivante, ne parvenant plus à payer les transferts de certains joueurs, ce qui amène les organisateurs du championnat à retirer pas moins de vingt-quatre points au club en fin de saison, ce qui couplé à des performances sportives médiocres l'amènent à finir largement dernier de la compétition avec un total de huit points dans le négatif, une première.
Retrouvant ainsi à nouveau le troisième échelon en 2003, les soucis du club font qu'il ne peut faire mieux qu'un onzième place. Les années qui suivent voit l'équipe être reconstruites quasi-exclusivement autour de jeunes joueurs locaux, une stratégie qui porte ses fruits dès la saison 2005 qui voit le Metallourg l'emporter une nouvelle fois. Cela ne suffit cependant pas à l'échelon supérieur, une avant-dernière place l'année suivante signant une nouvelle relégation du club. Plombé par les difficultés financières et internes, l'équipe peine à se placer pour la promotion lors des années suivantes. Dans le même temps, le club passe progressivement sous le contrôle du gouvernement local du kraï de Krasnoïarsk, un changement illustré par son renommage en début d'année 2010 pour devenir le Metallourg-Ienisseï. Cette même année voit l'équipe se battre à nouveau pour la promotion et finalement finir première du groupe Est.

### Retour au deuxième échelon et passage en première division (depuis 2011)
Ce nouveau retour au deuxième échelon s'accompagne d'un nouveau changement de nom en janvier 2011, le préfixe Metallourg disparaissant définitivement tandis que Ienisseï devient l'appellation unique du club. La saison 2011-2012 voit ainsi l'équipe se maintenir en terminant dixième. Les années qui suivent s'avèrent similaires, le club parvenant généralement à se maintenir sans trop de difficultés. L'exercice 2015-2016 est cependant plus compliqué, malgré l'arrivée de l'entraîneur Omari Tetradze en cours de saison, et le Ienisseï termine finalement seizième et relégable en fin de saison. Il est cependant repêché durant l'été du fait de la non-promotion du Smena Komsomolsk-sur-l'Amour.
La pré-saison 2016-2017 voit Andreï Tikhonov être engagé au poste d'entraîneur. Sous ses ordres, l'équipe passe le plus clair du championnat en première moitié de classement et parvient finalement à atteindre les places de barragistes en terminant troisième, à douze points d'une éventuelle promotion directe. Ainsi opposé à l'Arsenal Toula lors du barrage de promotion, le Ienisseï remporte dans un premier temps le match aller chez lui sur le score de 2-1. Il ne parvient cependant pas à assurer sa promotion lors du match retour, qui le voit chuter à Toula tandis que l'Arsenal l'emporte 1-0 et se maintient à la faveur des buts marqués à l'extérieur.
Dans la foulée de cette défaite, Tikhonov quitte le club pour rejoindre le Krylia Sovetov Samara, tandis que Dmitri Alenitchev est nommé en remplacement. Partant avec l'objectif établi d'une promotion en première division pour cet exercice, le Ienisseï parvient rapidement à s'immiscer en haut du classement, occupant notamment la première place pendant une grande partie de la saison. Les dernières journées le voit cependant connaître plusieurs contre-performances qui le font finalement chuter à la troisième place, étant doublé dans la foulée par le FK Orenbourg et le Krylia Sovetov qui prennent les deux premières places. Devant ainsi passer à nouveau par un barrage de promotion, l'équipe est cette fois opposée à l'Anji Makhatchkala. Le match aller se conclut une nouvelle fois à l'avantage des Sibériens, qui enregistrent une large victoire 3-0 à domicile. Défaits à Makhatchkala sur le score de 4-3, le Ienisseï l'emporte ainsi finalement sur le score cumulé de 6-4 et est promu en première division pour la première fois de son histoire dans le cadre de la saison 2018-2019. Ses débuts dans l'élite sont cependant difficiles, celui-ci passant la quasi-totalité de la compétition dans la zone des relégables avant de voir sa descente assurée à deux journées de la fin, tandis qu'Alenitchev quitte son poste à l'issue de l'exercice.
Son remplaçant Aleksandr Alekseïev, entraîneur de l'équipe réserve, est lui-même remplacé dès le mois d'août 2019 par Iouri Gazzaïev qui mène le club à la quatorzième position de la deuxième division avant de quitter ses fonctions en fin de saison. Aleksandr Tarkhanov reprend par la suite les rênes de l'équipe mais ne reste en place que quelques mois avant de s'en aller dès le mois de septembre, en raison notamment des problèmes financiers du club,. Le Ienisseï termine ensuite la saison dans le milieu de classement.
Après des débuts compliqués, la saison 2021-2022 voit le club se positionner comme un prétendant à la montée, notamment après la trêve hivernale. Cette bonne dynamique affecte également les résultats dans la Coupe de Russie dans laquelle le club parvient à atteindre les demi-finales pour la première fois de son histoire avant de s'incliner face au Spartak Moscou. Ce parcours le voit notamment éliminer le tenant du titre le Lokomotiv Moscou à l'extérieur sur le lourd score de 4-0 au cours des huitièmes de finale. Par la suite, les espoirs de montée du club sont déçus tandis que l'équipe termine finalement cinquième à deux points de barrages de promotion.

## Bilan sportif

### Palmarès
| Période russe | Période soviétique |
| --- | --- |
| - Championnat de Russie - Seizième : 2019. - Coupe de Russie - Demi-finales : 2022. - Championnat de Russie de D2 - Troisième : 2017 et 2018. - Championnat de Russie de D3 - Vainqueur de groupe : 1995, 1998, 2005 et 2010. | - Coupe d'Union soviétique - Quarts de finale : 1958. - Championnat d'Union soviétique de D2 - Deuxième : 1959. - Championnat d'Union soviétique de D3 - Vainqueur de groupe : 1966. |

### Classements en championnat
La frise ci-dessous résume les classements successifs du club en championnat d'Union soviétique.
La frise ci-dessous résume les classements successifs du club en championnat de Russie.

### Bilan par saison
Légende
- Promotion en division supérieure
- Relégation en division inférieure

#### Période soviétique
| Saison    | Championnat       | Championnat       | Championnat       | Championnat       | Championnat       | Championnat       | Championnat       | Championnat       | Championnat       | Championnat       | Coupe d'URSS        |
| Saison    | Division          | Pos               | Pts               | J                 | V                 | N                 | D                 | BP                | BC                | Diff              | Coupe d'URSS        |
| --------- | ----------------- | ----------------- | ----------------- | ----------------- | ----------------- | ----------------- | ----------------- | ----------------- | ----------------- | ----------------- | ------------------- |
| 1938      | Championnat local | Championnat local | Championnat local | Championnat local | Championnat local | Championnat local | Championnat local | Championnat local | Championnat local | Championnat local | Deuxième tour Q     |
| 1939-1956 | Championnat local | Championnat local | Championnat local | Championnat local | Championnat local | Championnat local | Championnat local | Championnat local | Championnat local | Championnat local | —                   |
| 1957      | 2e Extrême-Orient | 5e                | 24                | 22                | 10                | 4                 | 8                 | 38                | 41                | -3                | —                   |
| 1958      | 2e Zone 6         | 9e                | 24                | 26                | 8                 | 8                 | 10                | 37                | 40                | -3                | Quarts de finale    |
| 1959      | 2e Zone 7         | 2e                | 39                | 26                | 17                | 5                 | 4                 | 50                | 20                | +30               | —                   |
| 1960      | 2e Russie 5       | 9e                | 22                | 26                | 8                 | 6                 | 12                | 39                | 48                | -9                | Seizièmes de finale |
| 1961      | 2e Russie 6       | 5e                | 29                | 24                | 12                | 5                 | 7                 | 60                | 35                | +25               | Finale Q            |
| 1962      | 2e Russie 5       | 6e                | 31                | 28                | 13                | 5                 | 10                | 48                | 34                | +14               | Finale Q            |
| 1963      | 3e Russie 5       | 9e                | 28                | 28                | 9                 | 10                | 9                 | 27                | 26                | +1                | Demi-finales Q      |
| 1964      | 3e Russie 6       | 9e                | 35                | 34                | 13                | 9                 | 12                | 45                | 34                | +9                | Seizièmes de finale |
| 1965      | 3e Russie 6       | 16e               | 28                | 36                | 9                 | 10                | 17                | 32                | 45                | -13               | 32es de finale      |
| 1966      | 3e Russie 6       | 1er               | 43                | 30                | 17                | 9                 | 4                 | 54                | 18                | +36               | Quarts de finale Q  |
| 1967      | 3e Russie 6       | 8e                | 37                | 34                | 13                | 11                | 10                | 33                | 25                | +8                | Demi-finales Q      |
| 1968      | 2e Groupe 4       | 18e               | 34                | 40                | 10                | 14                | 16                | 34                | 44                | -10               | 128es de finale     |
| 1969      | 2e Groupe 2       | 18e               | 29                | 34                | 8                 | 13                | 13                | 24                | 32                | -8                | 32es de finale      |
| 1970      | 3e Zone 3         | 18e               | 34                | 42                | 10                | 14                | 18                | 29                | 37                | -8                | 64es de finale      |
| 1971      | 3e Zone 6         | 4e                | 69                | 38                | 21                | 6                 | 11                | 66                | 34                | +32               | —                   |
| 1972      | 3e Zone 7         | 5e                | 40                | 40                | 15                | 10                | 15                | 53                | 44                | +9                | —                   |
| 1973      | 3e Zone 7         | 7e                | 30                | 30                | 13                | 7                 | 10                | 39                | 32                | +7                | —                   |
| 1974      | 3e Zone 5         | 8e                | 36                | 34                | 15                | 6                 | 13                | 43                | 38                | +5                | —                   |
| 1975      | 3e Zone 5         | 6e                | 39                | 34                | 16                | 7                 | 11                | 45                | 39                | +6                | —                   |
| 1976      | 3e Zone 5         | 14e               | 29                | 34                | 10                | 9                 | 15                | 41                | 38                | +3                | —                   |
| 1977      | 3e Zone 6         | 14e               | 34                | 38                | 13                | 8                 | 17                | 44                | 53                | -9                | —                   |
| 1978      | 3e Zone 6         | 12e               | 40                | 40                | 16                | 8                 | 16                | 45                | 53                | -8                | —                   |
| 1979      | 3e Zone 6         | 11e               | 42                | 40                | 17                | 8                 | 15                | 54                | 47                | +7                | —                   |
| 1980      | 3e Zone 4         | 5e                | 46                | 44                | 20                | 6                 | 18                | 58                | 47                | +11               | —                   |
| 1981      | 3e Zone 4         | 4e                | 41                | 32                | 17                | 7                 | 8                 | 47                | 26                | +21               | —                   |
| 1982      | 3e Zone 4         | 5e                | 31                | 28                | 12                | 7                 | 9                 | 47                | 31                | +16               | —                   |
| 1983      | 3e Zone 4         | 3e                | 32                | 26                | 10                | 12                | 4                 | 23                | 14                | +9                | —                   |
| 1984      | 3e Zone 4         | 10e               | 26                | 26                | 9                 | 8                 | 9                 | 31                | 26                | +5                | —                   |
| 1985      | 3e Zone 4         | 10e               | 26                | 26                | 11                | 4                 | 11                | 31                | 31                | 0                 | —                   |
| 1986      | 3e Zone 4         | 14e               | 18                | 26                | 5                 | 8                 | 13                | 21                | 40                | -19               | —                   |
| 1987      | 3e Zone 4         | 13e               | 21                | 28                | 7                 | 7                 | 14                | 36                | 45                | -9                | —                   |
| 1988      | 3e Zone 4         | 13e               | 24                | 30                | 9                 | 6                 | 15                | 28                | 43                | -15               | —                   |
| 1989      | 3e Zone 4         | 14e               | 32                | 36                | 12                | 8                 | 16                | 36                | 51                | -15               | —                   |
| 1990      | 4e Zone 10        | 9e                | 29                | 28                | 11                | 7                 | 10                | 28                | 26                | +2                | —                   |
| 1991      | 4e Zone 10        | 7e                | 40                | 34                | 16                | 8                 | 10                | 51                | 31                | +20               | —                   |

#### Période russe
| Saison    | Championnat | Championnat | Championnat | Championnat | Championnat | Championnat | Championnat | Championnat | Championnat | Championnat | Coupe de Russie     |
| Saison    | Division    | Pos         | Pts         | J           | V           | N           | D           | BP          | BC          | Diff        | Coupe de Russie     |
| --------- | ----------- | ----------- | ----------- | ----------- | ----------- | ----------- | ----------- | ----------- | ----------- | ----------- | ------------------- |
| 1992      | 2e Est      | 10e         | 26          | 30          | 11          | 4           | 15          | 37          | 41          | -4          | —                   |
| 1993      | 2e Est      | 9e          | 29          | 30          | 11          | 7           | 12          | 33          | 35          | -2          | 128es de finale     |
| 1994      | 3e Est      | 4e          | 42          | 32          | 19          | 4           | 9           | 73          | 33          | +40         | Huitièmes de finale |
| 1995      | 3e Est      | 1er         | 73          | 34          | 23          | 4           | 7           | 64          | 27          | +37         | 128es de finale     |
| 1996      | 2e          | 21e         | 35          | 42          | 8           | 11          | 23          | 33          | 61          | -28         | Seizièmes de finale |
| 1997      | 3e Est      | 12e         | 44          | 34          | 11          | 11          | 12          | 38          | 39          | -1          | 256es de finale     |
| 1998      | 3e Est      | 1er         | 63          | 30          | 19          | 6           | 5           | 53          | 14          | +39         | 128es de finale     |
| 1999      | 2e          | 14e         | 54          | 42          | 14          | 12          | 16          | 38          | 43          | -5          | 32es de finale      |
| 2000      | 2e          | 14e         | 50          | 38          | 15          | 5           | 18          | 40          | 49          | -9          | 32es de finale      |
| 2001      | 2e          | 9e          | 45          | 34          | 12          | 9           | 13          | 39          | 47          | -8          | 32es de finale      |
| 2002      | 2e          | 18e         | -8-24       | 34          | 4           | 4           | 26          | 24          | 87          | -63         | 32es de finale      |
| 2003      | 3e Est      | 11e         | 16          | 24          | 4           | 4           | 16          | 18          | 38          | -20         | 32es de finale      |
| 2004      | 3e Est      | 4e          | 47          | 27          | 14          | 5           | 8           | 44          | 34          | +10         | 128es de finale     |
| 2005      | 3e Est      | 1er         | 72          | 30          | 22          | 6           | 2           | 56          | 18          | +38         | 64es de finale      |
| 2006      | 2e          | 21e         | 21          | 42          | 5           | 6           | 31          | 30          | 80          | -50         | 128es de finale     |
| 2007      | 3e Est      | 6e          | 46          | 30          | 13          | 7           | 10          | 45          | 40          | +5          | Seizièmes de finale |
| 2008      | 3e Est      | 6e          | 34          | 27          | 9           | 7           | 11          | 38          | 34          | +4          | Huitièmes de finale |
| 2009      | 3e Est      | 3e          | 50          | 27          | 15          | 5           | 7           | 51          | 27          | +24         | 32es de finale      |
| 2010      | 3e Est      | 1er         | 61          | 30          | 18          | 7           | 5           | 50          | 24          | +26         | 64es de finale      |
| 2011-2012 | 2e          | 10e         | 66          | 48          | 17          | 15          | 16          | 53          | 53          | 0           | 256es de finale     |
| 2011-2012 | 2e          | 10e         | 66          | 48          | 17          | 15          | 16          | 53          | 53          | 0           | Seizièmes de finale |
| 2012-2013 | 2e          | 10e         | 39          | 32          | 9           | 12          | 11          | 30          | 31          | -1          | Quarts de finale    |
| 2013-2014 | 2e          | 13e         | 45          | 36          | 12          | 9           | 15          | 40          | 47          | -7          | 32es de finale      |
| 2014-2015 | 2e          | 8e          | 42          | 34          | 11          | 9           | 14          | 39          | 42          | -3          | Seizièmes de finale |
| 2015-2016 | 2e          | 16e         | 44          | 38          | 11          | 11          | 16          | 37          | 47          | -10         | Seizièmes de finale |
| 2016-2017 | 2e          | 3e          | 63          | 38          | 19          | 6           | 13          | 54          | 42          | +12         | Huitièmes de finale |
| 2017-2018 | 2e          | 3e          | 81          | 38          | 25          | 6           | 7           | 68          | 32          | +36         | Huitièmes de finale |
| 2018-2019 | 1re         | 16e         | 20          | 30          | 4           | 8           | 18          | 24          | 55          | -31         | Huitièmes de finale |
| 2019-2020 | 2e          | 14e         | 28          | 27          | 7           | 7           | 13          | 23          | 40          | -17         | Seizièmes de finale |
| 2020-2021 | 2e          | 10e         | 63          | 42          | 19          | 6           | 17          | 52          | 54          | -2          | Phase de groupes    |
| 2021-2022 | 2e          | 5e          | 63          | 38          | 19          | 6           | 13          | 58          | 55          | +3          | Demi-finales        |
| 2022-2023 | 2e          | 4e          | 54          | 34          | 13          | 15          | 6           | 43          | 35          | +8          | Seizièmes de finale |
| 2023-2024 | 2e          | en cours    | en cours    | en cours    | en cours    | en cours    | en cours    | en cours    | en cours    | en cours    | 16es de finale      |

## Personnalités

### Entraîneurs
La liste suivante présente les différents entraîneurs du club depuis sa fondation :
- Iouri Melnikov (1937)
- Anatoli Vochtchakine (1950)
- Agueï Markevitch (mai 1957-novembre 1963)
- Vladimir Cheveliev (mars 1964-août 1965)
- Dmitri Borodastov (août 1965-novembre 1965)
- Agueï Markevitch (décembre 1965-novembre 1967)
- Semion Gourvits (1968)
- Viktor Ponomariov (décembre 1968-août 1969)
- Agueï Markevitch (septembre 1969-août 1970)
- Aleksandr Zagretski (août 1970-juillet 1972)
- Valeri Ourine (juillet 1972-novembre 1973)
- Oleg Maltsev (décembre 1973-mai 1974)
- Agueï Markevitch (mai 1974-juin 1976)
- Souleïmane Demirdji (juin 1976-juin 1977)
- Iouri Ourinovitch (juillet 1977-1985)
- Rifkat Galeïev (1988)
- Ivan Osadtchi (1989)
- Iouri Ourinovitch (1990)
- Aleksandr Kichinevski (1991-1996)
- Iouri Sipkine (1997)
- Ishtvan Sekech (janvier 1998-mai 2000)
- Vladimir Koukhlevski (mai 2000-juillet 2000)
- Aleksandr Irkhine (juillet 2000-décembre 2000)
- Sergueï Savtchenko (juillet 2000-décembre 2000)
- Aleksandr Irkhine (juin 2001-avril 2002)
- Aleksandr Alfiorov (avril 2002-juin 2002)
- Guennadi Sochenko (juin 2002-juillet 2002)
- Aleksandr Alfiorov (juillet 2002-décembre 2003)
- Aleksandr Kichinevski (janvier 2004-décembre 2006)
- Aleksandr Alfiorov (décembre 2006-mai 2007)
- Aleksandr Kichinevski (mai 2007-août 2007)
- Oleg Garine (août 2007-juillet 2008)
- Aleksandr Ivtchenko (août 2008-juin 2010)
- Aleksandr Alfiorov (juin 2010-septembre 2013)
- Alekseï Ivakhov (septembre 2013)
- Sergueï Petrenko (septembre 2013-mai 2014)
- Alekseï Ivakhov (mai 2014-août 2015)
- Vladimir Iejourov (août 2015-octobre 2015)
- Omari Tetradze (octobre 2015-mai 2016)
- Andreï Tikhonov (juin 2016-mai 2017)
- Dmitri Alenitchev (juin 2017-mai 2019)
- Aleksandr Alekseïev (juin 2019-août 2019)
- Iouri Gazzaïev (août 2019-mai 2020)
- Aleksandr Tarkhanov (juin 2020-septembre 2020)
- Aleksandr Alfiorov (septembre 2020-juillet 2021)
- Viktor Treniev (juillet 2021-décembre 2021)
- Vadim Garanine (décembre 2021-juin 2022)
- Artiom Gorlov (juin 2022-décembre 2022)
- Vadim Garanine (janvier 2023-juin 2023)
- Eduard Steinbrecher (juillet 2023-décembre 2023)
- Andreï Tikhonov (depuis janvier 2024)

### Joueurs emblématiques
Les joueurs internationaux suivants ont joué pour le club. Ceux ayant évolué en équipe nationale lors de leur passage au Ienisseï sont marqués en gras.
- Barsegh Kirakosyan (en)
- Artur Sarkisov
- Vladimir Putrash (ru)
- Gennady Tumilovich
- Petar Zanev
- Valeri Korobkin (en)
- Almir Mukhutdinov (en)
- Valeri Kitchine
- Edgars Gauračs
- Konstantīns Igošins (en)
- Oļegs Laizāns
- Valentīns Lobaņovs
- Serghei Alexeev
- Victor Bulat (en)
- Valeriu Ciupercă (en)
- Fegor Ogude
- Nikita Chernov
- Lioubomir Kantonistov (en)
- Roman Sharonov
- Wladimir Baýramow
- Dmytro Tyapushkin (en)
- Ihor Zhabchenko (en)
- Oleg Romantsev
- Aleksandr Tarkhanov
- Vladimir Tatarchouk
- Ivan Varlamov (en)

## Historique du logo
La galerie suivante liste les différents logos connus du club au cours de son existence.

Évolution du logo
1991-1998
1999-2003
2004-2010
2010-avril 2011
depuis avril 2011